# Veulettes-sur-Mer
Veulettes-sur-Mer és un municipi francès situat al departament del Sena Marítim i a la regió de Normandia. L'any 2007 tenia 324 habitants.

## Demografia

### Població
El 2007 la població de fet de Veulettes-sur-Mer era de 324 persones. Hi havia 126 famílies de les quals 36 eren unipersonals (16 homes vivint sols i 20 dones vivint soles), 37 parelles sense fills, 37 parelles amb fills i 16 famílies monoparentals amb fills.
La població ha evolucionat segons el següent gràfic:
Habitants censats

### Habitatges
El 2007 hi havia 496 habitatges, 139 eren l'habitatge principal de la família, 339 eren segones residències i 19 estaven desocupats. 354 eren cases i 36 eren apartaments. Dels 139 habitatges principals, 90 estaven ocupats pels seus propietaris, 43 estaven llogats i ocupats pels llogaters i 6 estaven cedits a títol gratuït; 6 tenien una cambra, 9 en tenien dues, 28 en tenien tres, 41 en tenien quatre i 55 en tenien cinc o més. 113 habitatges disposaven pel capbaix d'una plaça de pàrquing. A 65 habitatges hi havia un automòbil i a 56 n'hi havia dos o més.

### Piràmide de població
La piràmide de població per edats i sexe el 2009 era:
| Homes | Edats   | Dones |
| ----- | ------- | ----- |
| 0     | 95 o +  | 0     |
| 0     | 90 a 94 | 0     |
| 8     | 85 a 89 | 4     |
| 4     | 80 a 84 | 12    |
| 12    | 75 a 79 | 4     |
| 4     | 70 a 74 | 0     |
| 8     | 65 a 69 | 4     |
| 8     | 60 a 64 | 8     |
| 16    | 55 a 59 | 12    |
| 12    | 50 a 54 | 24    |
| 8     | 45 a 49 | 0     |
| 8     | 40 a 44 | 4     |
| 16    | 35 a 39 | 12    |
| 20    | 30 a 34 | 16    |
| 4     | 25 a 29 | 8     |
| 8     | 20 a 24 | 0     |
| 12    | 15 a 19 | 0     |
| 12    | 10 a 14 | 0     |
| 20    | 5 a 9   | 4     |
| 8     | 0 a 4   | 20    |

## Economia
El 2007 la població en edat de treballar era de 213 persones, 141 eren actives i 72 eren inactives. De les 141 persones actives 129 estaven ocupades (73 homes i 56 dones) i 11 estaven aturades (6 homes i 5 dones). De les 72 persones inactives 38 estaven jubilades, 10 estaven estudiant i 24 estaven classificades com a «altres inactius».

### Ingressos
El 2009 a Veulettes-sur-Mer hi havia 133 unitats fiscals que integraven 319 persones, la mediana anual d'ingressos fiscals per persona era de 16.444 €.

### Activitats econòmiques
Dels 23 establiments que hi havia el 2007, 2 eren d'empreses extractives, 2 d'empreses alimentàries, 1 d'una empresa de fabricació d'altres productes industrials, 3 d'empreses de comerç i reparació d'automòbils, 10 d'empreses d'hostatgeria i restauració, 1 d'una empresa de serveis, 1 d'una entitat de l'administració pública i 3 d'empreses classificades com a «altres activitats de serveis».
Dels 6 establiments de servei als particulars que hi havia el 2009, 5 eren restaurants i 1 tintoreria.
Dels 3 establiments comercials que hi havia el 2009, 1 era una gran superfície de material de bricolatge i 2 fleques.
L'any 2000 a Veulettes-sur-Mer hi havia 6 explotacions agrícoles.

## Equipaments sanitaris i escolars
El 2009 hi havia una escola elemental integrada dins d'un grup escolar amb les comunes properes formant una escola dispersa.

## Poblacions més properes
El següent diagrama mostra les poblacions més properes.